# Набур
Набур (азерб. Nabur) — село в Гобустанском районе Азербайджана. 

## География
Расположено у подножий Кавказских гор, к востоку от Шемахи и к северу от районного центра Гобустан  (Мараза).

## История
В сведениях на начало XIX века упоминается деревня Набуръ Кошунского магала. В 1846 году была образована Шемахинская губерния и данное поселение относилось к Кошунскому магалу указанной губернии. 
После катастрофического шемахинского землетрясения 1859 года, губернские учреждения переводятся в Баку, а сама губерния переименовывается в Бакинскую. В последующем Набуръ числится в составе Бакинского уезда одноимённой губернии.
Согласно приставу Кабристанского участка Шемахинского уезда Бакинской губернии Ф.А. Деминскому Набурлу являлось суннитским кочевьем, жители которого по преданию являлись евреями, принявшими ислам.
В 1930 году был образован Шемахинский район Азербайджанской ССР. Село Набур с перерывами числилось в составе этого района, а с 1990 года вошло в состав вновь образованного Гобустанского района. 
В 1970-х годах Набур являлся центром одноимённого сельского Совета (сельсовета) данного района.

## Население
Согласно результатам Азербайджанской сельскохозяйственной переписи 1921 года в населённом пункте Набур проживали 827 человек (210 хозяйств), преимущественно азербайджанские тюрки (азербайджанцы), а население состояло из 446 мужчин и 381 женщины.

### Известные уроженцы/жители
В селе родился Алим Гасымов — азербайджанский певец, ханенде (исполнитель мугамов). Также с Набуром связана жизнь одного из руководителей КГБ Азербайджанской ССР Абдула Халыгова.

## Народные промыслы
Набур один из центров азербайджанского ковроделия в Ширване. Ковроткачество здесь развито с давних времён (один из видов ковра носит название села).